# Mecosaspis femoralis
Mecosaspis femoralis là một loài bọ cánh cứng trong họ Cerambycidae.